# Ґудзоватий Петро Іванович
Петро Ґудзоватий (Псевдо: «Очеретенко», «Вояк», «Василь», «Василь Вечера») (6 червня 1912, с. Володимирці, Жидачівський район, Львівська область — 29 січня 1946, біля с. Ботинь, Луцький район, Волинська область) — шеф штабу ВО «Тютюнник» та З'єднання групи «44».
Лицар Срібного Хреста Бойової Заслуги 1-го класу.

## Життєпис
Народився 6 червня 1912-го року в селі Володимирці (тепер Жидачівський район Львівська область).
Закінчив дяківську школу у Львові та працював дяком у селах Верчани та Підгірці на Стрийщині, а в 1935-37 роках у місті Долині. Саме в цей час стає членом ОУН.
Наприкінці лютого — 1 березня 1938 підсудний на процесі у Стрию разом із провідним активом ОУН Долинщини. Засуджений на 1 рік ув'язнення, утримувався під вартою у Стрийській в'язниці.
З 1938 року Петро проживає у рідному селі Володимирцях.
У жовтні 1939 року нелегально перейшов на територію Польщі, вступив до підрозділу Веркшуц (м. Страховиці), де служив до 1940 року.
Вояк легіону «Нахтігаль» у 1941 році, а згодом 201 бальйону «Шуцманшафт».

### В УПА
У березні 1943 року військовий інструктор УПА на Волині. Учасник боїв у с. Бутейки та Іванова Долина у квітні 1943 року. У травні під командуванням Федора Воробця-«Верещаки» вирушає з відділом повстанців у перший рейд на Житомирщину та Київщину, який тривав до вересня 1943 року.
У 1944 шеф штабу ВО «Тютюнник», а протягом 1944—1946 З'єднання груп «44»).
Одружився з підпільницею, зв'язковою ОУН родом з Житомирщини Ганною Дзьобас.
Підпорядковані йому підрозділи у 1944-45 роках мали 30 боїв з Внутрішніми військами НКВС, провели 16 диверсій та 7 засідок.
Під кінець осені 1945 року З'єднання груп «44» припинило своє існування як бойова одиниця, але Петро Ґудзоватий залишався на посаді військового референта крайового проводу «Одеса».
Федір Воробець-«Олекса» згодом розповідав про обставини у яких вони діяли у 1945 році наступне: 
| З моїм заступником «Василем» я майже ніколи не розлучався, а коли хтось з нас від'їжджав, то кожен з нас знав точне місце, де ми можемо зустрітись… ми ніколи не ховались у підземних сховищах, а мали стоянки у лісі чи зупинялись у визначених хатах на хуторах… «Василь» особисто здійснював зустрічі з керівниками Сарненського надрайонного проводу «Донцем» і «Чорногузом» |.
15 січня 1946 року був поранений у ногу під час сутички зі спецгрупою НКВС поблизу села Ботин Луцького району Волинської області, а його зверхник Федір Воробець-«Олекса» теж поранений і захоплений у полон.
Застрілився 29 січня 1946 року, оточений НКВС в криївці на хуторі поблизу села Ботин Луцького району Волинської області.

### Обставини загибелі
29 січня спецгрупа УНКВС Волинської області на чолі з агентом «Твердим» та за участі агента «Романа» під прикриттям підрозділу 277 стрілецького полку Внутрішніх військ НКВС провела у с. Ботин (неподалік від м. Луцьк) спецоперацію з метою виявлення місця переховування П. Ґудзоватого-«Василя». Був блокований один з хуторів, який складався з семи хат. Під час ретельного огляду в одній з хат був виявлений добре замаскований бункер, де переховувались два повстанці. Спроба їх захопити живцем не вдалася. Процитуємо доповідну: «У результаті ретельної розробки був виявлений бункер, у якому переховувався референт по військовим справам крайового проводу „ОУН“ Сходу, що мав псевдонім „Василь“, який не бажаючи здаватись, застрелився і був захоплений в полон… Паламарчук Іван Семенович, 1913 року народження, на псевдо „Юсак“…також вилучено 1 автомат,1 гвинтівку, 4 пістолети, 280 патронів, кавалерійське сідло, документи та листівки».

## Нагороди
- Згідно з Постановою УГВР від 8.10.1945 р. і Наказом Головного військового штабу УПА ч. 4/45 від 11.10.1945 р. сотник УПА Петро Ґудзоватий — «Очеретенко» нагороджений Срібним хрестом бойової заслуги УПА 1 класу.

## Вшанування пам'яті
- 14.10.2017 р. від імені Координаційної ради з вшанування пам'яті нагороджених Лицарів ОУН і УПА у Львові Срібний хрест бойової заслуги УПА 1 класу (№ 008) переданий Андрію Гудзоватому, племіннику Петра Гудзоватого — «Очеретенка».
- У пам'ять 50-ліття від дня загибелі Петра Ґудзоватого 7 люто8о 1996 року на стіні Народного дому Просвіта в селі Володимирцях було відкрито меморіальну дошку.